# Dindsenchas
Dindsenchas o Dindshenchas (según la ortografía moderna: Dinnseanchas o Dinnsheanchas o Dinnṡeanċas), significando "tradición de los sitios" (la palabra irlandesa moderna dinnseanchas significa "topografía"), es una clase de texto onomástico en la antigua literatura irlandesa, que hace recuento de los orígenes de los nombres de lugares y las tradiciones respecto de acontecimientos y caracteres asociados con los sitios en cuestión. Debido a que muchas de las leyendas relatadas se refieren a los actos de figuras míticas y legendarias, el dindsenchas es una fuente importante para el estudio de la mitología irlandesa. Dinnseanchas También puede referirse a una revista irlandesa que habla acerca de los significados de los nombres de lugares.
El cuerpo literario del dindsenchas comprende aproximadamente 176 poemas más un número de comentarios en prosa y cuentos en prosa independientes (el llamado "dindsenchas en prosa" es a menudo distinguido del "en verso", "poético" o "dindsenchas métrico"). Como recopilación el dindsenchas ha sobrevivido a dos diferentes recensiones. La primera recensión se encuentra en el Libro de Leinster, un manuscrito del siglo XII, con supervivencias parciales en un número de otros manuscritos usados como fuente. El texto muestra señales de haber sido compilado de un número de fuentes provinciales y los poemas anteriores datan de al menos el siglo XI. La segunda recensión sobrevive más o menos intacta en trece manuscritos diferentes, mayoritariamente datando de los siglos XIV y XV. Este recension contiene un número de poemas compuestos después del Libro de Leinster. Las historias del Dindsenchas son también incorporadas a textos de sagas tales como Táin Bó Cúailnge y Acallam na Senórach.
A pesar de que es conocido hoy a través de estas fuentes escritas, el dindsenchas es claramente un producto de la pre-tradición literaria y están estructurados con objeto de ser una ayuda mnemotécnica así como una forma de diversión. Dista mucho de una precisa historia de cómo los sitios fueron nombrados. Muchas de las explicaciones dadas fueron hechas para encajar en el nombre y no al revés, especialmente en los muchos casos donde un sitio era mucho más viejo que el idioma irlandés medio hablado en el tiempo de la composición de los poemas. En otros casos, los poetas del dindsenchas pueden haber inventado nombres para algunos sitios cuando el nombre de ese sitio, si es que tenía uno, no era conocido por ellos. Un análisis detallado apunta a un origen precristiano para la mayoría de los cuentos (http://www.jstor.org/pss/25508581). Por ejemplo, aparecen muchos nombres de lugares que fueron dejados en desuso allá por el siglo V d. C., cuando los registros escritos irlandeses empezaron a aparecer en cantidad.
El conocimiento de la historia real o putativa de sitios locales formó una parte importante de la educación de la élite en la Irlanda antigua. Esto formó parte de la formación del ejército, para quien un conocimiento del paisaje era esencial. Fue también conocimiento esencial para la casta de los bardos, de quienes se esperaba que recitaran poemas contestando preguntas acerca de orígenes de los nombres de los sitios como parte de sus deberes profesionales. Consiguientemente, el dindshenchas bien puede haber crecido por el acrecentamiento de textos locales compilados en escuelas como una manera de enseñar sobre lugares en su área.
Edward J. Gwynn compiló y tradujo poemas del dindsenchas a partir del Libro de la Vaca Parda, el Libro de Leinster, el Manuscrito Rennes, el Libro de Ballymote, el Gran Libro de Lecan y el Libro Amarillo de Lecan en El Dindshenchas Métrico, publicado en cuatro volúmenes entre 1903 y 1906, con una introducción general e índices publicados como quinto volumen en 1935.